# Scotophilus nucella
Scotophilus nucella — вид ссавців родини лиликових. 

## Проживання, поведінка
Країни поширення: Кот-д'Івуар, Гана, Танзанія, Уганда. Здається, житель високого лісу. 

## Загрози та охорона
Загрози для цього виду не відомі. Поки не відомо, чи вид присутній в котрійсь з охоронних територій.